# Lala (popolo)
I Lala sono un gruppo etnico bantu che abita principalmente la Provincia Centrale dello Zambia. La loro lingua, nota come ilala, è mutualmente intelligibile con la lingua bemba.
Come altri popoli della regione, i Lala tracciano le loro origini nel regno di Lunda, nell'attuale Repubblica Democratica del Congo. Secondo la tradizione, furono guidati nella loro sede attuale da un capo di nome Chitambo.
I Lala sono tradizionalmente agricoltori, cacciatori e pescatori. Gli alimenti di base tradizionali includono manioca, miglio, arachidi,  mais e zucca. Le colture venivano tradizionalmente coltivate con il sistema chitemene, secondo cui gli alberi venivano abbattuti per fungere da fertilizzante per i raccolti, ma a causa di preoccupazioni ambientali, questo sistema di coltivazione è stato abbandonato. La globalizzazione ha anche introdotto nuove colture da reddito, tra cui la principale è quella del riso.